# Ueli Rotach

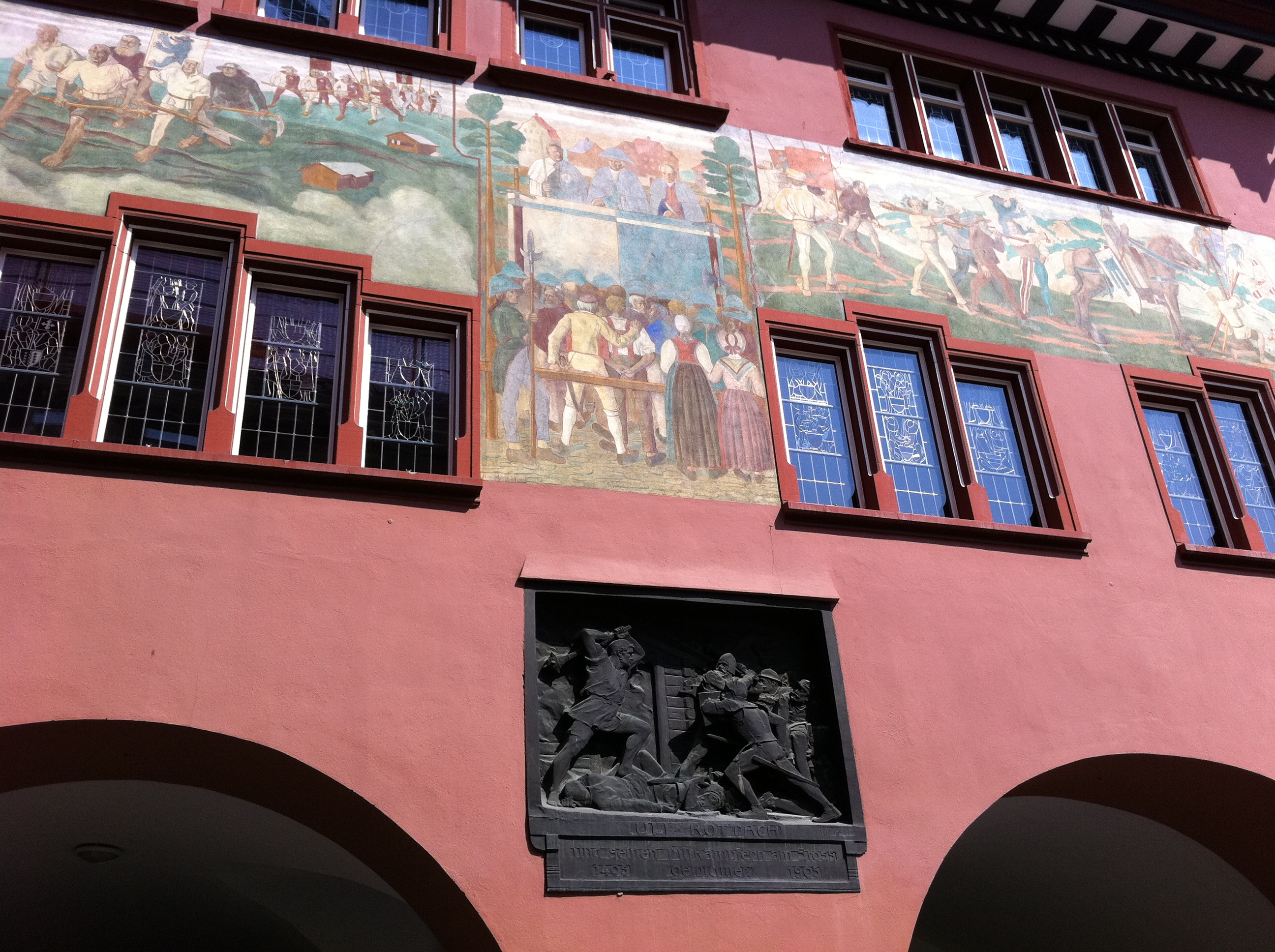
Relief von Valentin Walter Mettler

Ueli Rotach (auch Uli Rotach und Uli Rottach) ist ein Appenzeller Volksheld, der laut einer Sage 1405 bei der Schlacht am Stoss gefallen ist. Er soll vor einer brennenden Scheune noch fast ein Dutzend Gegner erschlagen haben, bevor er selbst in den Flammen umkam. 
Das erste Mal erwähnt wird er 1566 im Jahrzeitbuch von Appenzell: „Dies sind umkommen im Rintall am Stoss: Hensli Duple und Ueli Rottach, den die Fiend an dem Gaden hand verbrent, sunst hand sy ihn nüd mögen umbringen; yren zwölff sind ym gsin, us deren hatt er gutt Thaill erleitt“. Die Berichte vom 19. Juni 1405 aus St. Gallen, der Eintrag im Weissen Buch von Sarnen von 1470 und der Eintrag in der Winterthurer Chronik von 1530 erwähnen keinen Ueli Rotach. 
1904 wurde der Entwurf von Valentin Walter Mettler für das Bronze-Relief „Uli Rotach kämpft vor der brennenden Hütte gegen den Feind“, an der Fassade des Rathauses in Appenzell, von der hiesigen Denkmalkommission angenommen und am 26. Juni 1905 eingeweiht.
Nach ihm wurde im Zürcher Stadtkreis Wiedikon die Rotachstrasse benannt.